# Sedovite
La sedovite è un minerale radioattivo. Deve il proprio nome all'esploratore polare Georgii Yakolevich Sedov.

## Origine e giacitura
La sedovite è un minerale supergenico dei giacimenti di uranio e mobildeno presso Kyzylsai, in Kazakistan.

## Forma in cui si presenta in natura
Si presenta come depositi pulverulenti o gruppi di cristalli fibroso-aciculari aventi dimensione tra il decimo ed il centesimo di millimetro su substrati di uraninite e femolite..